# یارپاقلی
یارپاقلی (به لاتین: Yarpaqlı) منطقه‌ای مسکونی در جمهوری آذربایجان است که در جمهوری خودمختار نخجوان واقع شده‌است.